# Arnold (Missouri)
Arnold is een plaats (city) in de Amerikaanse staat Missouri en valt bestuurlijk gezien onder Jefferson County.

## Demografie
Bij de volkstelling in 2000 werd het aantal inwoners vastgesteld op 19.965.
In 2006 is het aantal inwoners door het United States Census Bureau geschat op 20.766, een stijging van 801 (4,0%).

## Geografie
Volgens het United States Census Bureau beslaat de plaats een oppervlakte van
30,0 km², waarvan 29,1 km² land en 0,9 km² water.

## Plaatsen in de nabije omgeving
De onderstaande figuur toont nabijgelegen plaatsen in een straal van 12 km rond Arnold.